# Ulsted
Ulsted er en by i Vendsyssel med 1.006 indbyggere  (2024), beliggende 10 km syd for Dronninglund, 11 km nordvest for Hals, 7 km nordøst for Gandrup og 25 km øst for Aalborg. Byen hører til Aalborg Kommune og ligger i Region Nordjylland. I 1970-2006 hørte byen til Hals Kommune, der havde kommunesæde i Gandrup.
Ulsted hører til Ulsted Sogn. Ulsted Kirke ligger lidt syd for byen.

## Faciliteter
- Ulsted Skole har 127 elever, fordelt på 0.-6. klassetrin, og 27 ansatte.[2]
- Ulsted Hallen benyttes bl.a. af Ulsted Boldklub til håndbold og Ulsted Skytteforening til skydning.[3]
- Børnehaven Ulvereden er normeret til 52 børn og har 8 ansatte.[4]
- Ulsted Samlingshus fra 1905 har plads til 120 personer.[5]
- Byen har Dagli'Brugs, Netslagter med butik og filial af Sparekassen Vendsyssel.

## Historie

### Navnet
Byens navn stammer formentlig fra mandsnavnet "Ulv" eller "Ulf". Men byen har også en fortælling om at Ulsted var et af de sidste steder i Danmark, hvor man fordrev ulven i 1700-tallet. På en bakke tæt ved kirken findes en grav, som skal have været en ulvefælde. I 1941 blev der i byens anlæg ved Jyllens Dam opstillet en ulveskulptur som byens vartegn. Ulvemotivet bruges også på byens logo og byskilte.

### Møller
Der fandtes en stubmølle i Ulsted i 1613. I 1802 var der registreret to vindmøller. I 1860 blev Ulsted Mølle opført. Den blev flyttet i 1880 og var i drift til 1953.

### Sæbybanen
Ulsted fik jernbanestation på Sæbybanen mellem Nørresundby og Frederikshavn (1899-1968). Stationen lå 1 km nord for den gamle landsby, men der kom bebyggelse hele vejen mellem dem. Stationsbygningen, der har været købmandsforretning, er bevaret på Vestergade 77.

### Stationsbyen
I 1901 beskrives Ulsted således: "Ulsted med Kirke, Præstegd., Skole, Sparekasse (opr. 24/6 1874...Antal af Konti 551), Andelsmejeri, Mølle og Jærnbanestation" Ulsted havde jordemoderhus allerede i 1800-tallet. På det lave målebordsblad ses desuden kro og elværk ved stationen samt telefoncentral og missionshus i landsbyen. Indre Mission har afhændet missionshuset.
Langt over midten af 1900-tallet havde byen en bred vifte af forretninger og håndværksvirksomheder, men mange af byens forretninger lukkede, når indehaveren gik på pension.
I begyndelsen af det 20. århundrede blev stadig flere beskæftiget ved landbrug, bl.a. gennem opdyrkning af tidligere hedearealer i den østlige del af sognet og gennem oprettelse af statshusmandsbrug. Efter 1950 blev landbruget mekaniseret og ved den efterfølgende strukturændring blev mange små landbrugsejendomme sammenlagt til stordrift. Dette medførte en stor nedgang i antallet af beskæftigede ved landbrug.

### Efter banens tid
Samtidig med affolkningen af landbruget er der kommet flere beboere i byen, så sognet har bevaret sit indbyggertal. Befolkningen er i dag præget af mange pensionister og af mange, der arbejder udenfor Ulsted, ikke mindst i Aalborg.
I udkanten af byen findes et af Danmarks største solvarmeanlæg, som giver et betragteligt tilskud til byens fjernvarmeforsyning.

## Kunst
I de senere år er ulveskulpturen suppleret af en lang række kunstværker rundt omkring i byen. De er skænket af sparekassen og en lokal mand, Marius Andersen. Bl.a. kan nævnes:
- Skulpturen "Ploven" af Bent Hagedorn-Olsen
- Vandkunst af Erik Heide 1982
- Mosaik på skolens gavl af Peter Lange
- "Fuglen Jonathan" af Palle Mørk 1999
- Skulpturen "Haven" af Knud Erik Christensen
- Skulpturen "Sammenhold" af Lene Rasmussen 1986
- Skulpturen "Ulven" af Palle Mørk 1999

## Kendte personer
- Frank Jensen (1961-), socialdemokratisk overborgmester i København, forhenværende minister.
- Svend (Aage) Jakobsen (1935-2022), forhenværende socialdemokratisk minister.
- Ronnie Schwartz (1989-), fodboldspiller for AaB, Randers, Guingamp, Sarpsborg 08, Silkeborg og FC Midtjylland.
- Christoffer Ravn (2003-) , fodboldspiller for AaB ungdomshold, DBU U19 landshold og Vejle boldklub